# Wijken en buurten in Bedum
De Nederlandse gemeente Bedum was voor statistische doeleinden onderverdeeld in wijken en buurten. De gemeente was verdeeld in de volgende statistische wijken:
- Wijk 00 (CBS-wijkcode:000500)

Een statistische wijk kan bestaan uit meerdere buurten. Onderstaande tabel geeft de buurtindeling met kentallen volgens het Centraal Bureau voor de Statistiek (2008):
| CBS-buurtcode | Buurtnaam                     | Inwonertal | Opp. totaal (ha) | Opp. land (ha) | Ligging                |
| ------------- | ----------------------------- | ---------- | ---------------- | -------------- | ---------------------- |
| BU00050000    | Bedum                         | 8100       | 313              | 308            | Locatie in de gemeente |
| BU00050001    | Verspreide huizen Bedum       | 400        | 2193             | 2180           | Locatie in de gemeente |
| BU00050002    | Zuidwolde                     | 980        | 74               | 72             | Locatie in de gemeente |
| BU00050003    | Verspreide huizen Zuidwolde   | 130        | 699              | 693            | Locatie in de gemeente |
| BU00050004    | Onderdendam                   | 560        | 60               | 56             | Locatie in de gemeente |
| BU00050005    | Verspreide huizen Onderdendam | 110        | 538              | 534            | Locatie in de gemeente |
| BU00050006    | Noordwolde                    | 140        | 24               | 24             | Locatie in de gemeente |
| BU00050007    | Verspreide huizen Noordwolde  | 140        | 596              | 593            | Locatie in de gemeente |